# Inspektor Clouseau – Der irre Flic mit dem heißen Blick
Inspektor Clouseau – Der irre Flic mit dem heißen Blick war der letzte Film der Pink-Panther-Reihe, bei dem der Hauptdarsteller Peter Sellers als Inspektor Clouseau mitwirken konnte. Der Film lief ab dem 21. Dezember 1978 in den bundesdeutschen Kinos.

## Inhalt
Die French Connection in Person des Unternehmers Douvier steht unter Druck. Der Pate aus den USA vertraut nicht mehr auf die Schlagkraft und die Agilität der Franzosen. Daher beschließt die French Connection, ein Exempel zu statuieren. Mit einem Mordanschlag auf Inspektor Clouseau will sie der Welt ihre Integrität beweisen. Der erste Versuch, ein Bombenanschlag, schlägt fehl. Der zweite Versuch scheitert kläglich; ein Ninja soll Clouseau töten, doch wie immer hat dieser mehr Glück als Verstand und schaltet den Angreifer aus. Beim dritten Versuch wird Clouseau durch einen fingierten Telefonanruf in eine Falle gelockt. Auf dem Weg dahin wird er von dem Bankräuber Claude Russo überfallen, der immer als Frau verkleidet auf Raubzug geht. Er zwingt Clouseau zum Kleidertausch und fährt mit dessen Peugeot in die Falle. Das Auto wird von Douviers Männern so lange beschossen, bis Russo die Kontrolle über den Wagen verliert und gegen einen Baum steuert. Der Wagen geht in Flammen auf.
Da man Clouseau für tot hält, wird in Frankreich eine Staatstrauer verhängt. Um den Fall aufzuklären, wird Ex-Chefinspektor Dreyfus rehabilitiert, der in einer Nervenklinik untergebracht ist. Clouseau, der in Frauenkleidern herumläuft, wird in der Zwischenzeit von einer Polizeistreife aufgegriffen und just in jene Klinik eingeliefert, aus der Dreyfus gerade entlassen werden soll. Bei seiner Flucht vor der Polizei versteckt sich Clouseau zufällig in dessen Zimmer. Dreyfus erleidet beim Anblick Clouseaus einen Kollaps und Clouseau entkommt, verkleidet als Dreyfus. In seiner alten Wohnung angekommen, muss er feststellen, dass sein Diener Cato das Appartement in ein Bordell verwandelt hat. Clouseau beschließt, seinen vermeintlichen Tod auszunutzen und unerkannt zu ermitteln.
Auf einen Tipp hin versucht Clouseau, in eine Pariser Diskothek einzubrechen. Dort rettet er per Zufall Simone Legrée, die Ex-Sekretärin und Geliebte von Douvier (sie wurde entlassen, da die Frau von Douvier zu viel gegen ihren Mann in der Hand hatte). Simone sollte beseitigt werden, was aber dank Clouseau scheiterte. In ihrer Wohnung wird Simone nach einigen Gläschen Cognac gesprächig und packt aus, über Douvier und dessen Beziehungen zum Drogengeschäft wie auch zur French Connection. Auf der Flucht vor Douviers Männern erzählt sie Clouseau noch von der Gannet-Transaktion in Hongkong – zufällig passiert das ausgerechnet in der Wohnung von Dreyfus, die sich unter Simones Wohnung befindet. Denn dort sind die beiden eingedrungen, um sich vor ihren Verfolgern zu verstecken. Dreyfus hört alles mit, sieht Clouseau und kollabiert erneut.
Clouseau, Simone und Cato reisen nach Hongkong, um die Gannet-Transaktion zu verhindern. Der Plan ist einfach: Clouseau gibt sich als Mr. Scalini (der Pate aus den USA) aus, um Douvier die Drogen abzuluchsen. In perfekter Verkleidung gelingt ihm das auch fast. Es stellt sich heraus, dass Gannet eine Yacht ist, in deren Bug die Drogen versteckt sind. Es kommt zum Showdown im Hafen von Hongkong. Douvier, der echte Scalini und der inzwischen angereiste Chefinspektor Dreyfus treffen aufeinander. Dreyfus versucht Clouseau in dem Handgemenge zu erschießen. In einer Lagerhalle für Feuerwerkskörper kommt es dann zum großen Finale.
Clouseau, nun auch ganz offiziell wieder lebendig, erhält eine weitere Auszeichnung vom Präsidenten.

## Kritik
„Vierte Fortsetzung der Kriminalkomödien um den trotteligen Inspektor, die dank ihres Hauptdarstellers und einiger hervorragend inszenierter Gags viele Schwächen vergessen läßt.“

## Veröffentlichungen

### DVD
Der Film wurde als Teil der Rosarote-Panther-Collection 2003 auf DVD veröffentlicht.

### Soundtrack
Der Soundtrack wurde von Henry Mancini komponiert und auf LP (1978) sowie durch EMI Manhattan (1988) auf CD veröffentlicht:
| Originalauflage 1. Main Title – Pink Panther Theme (1978) 2. Simone 3. Give Me Some Mo'! 4. Thar She Blows 5. Balls Caprice 6. Move'Em Out! (gesungen von Lon Satton) 7. A Touch of Red 8. After The Shower 9. Hong Kong Fireworks 10. Almond Eyes 11. The Pink Panther Theme 12. Thank Heaven For Little Girls (gesungen von Peter Sellers) |